# 김연자 (배드민턴 선수)
김소연(1963년 5월 15일~)은 대한민국의 배드민턴 선수로, 1982년과 1986년 아시안 게임에 참가했다.